# Tratado Altamirano-Harrison
El Tratado Altamirano - Harrison se realizó el 19 de abril de 1905 firmado por el Dr. Adolfo Altamirano Castillo, Ministro de Relaciones Exteriores de Nicaragua y Sir Herbert Harrison, encargado de negocios del Imperio británico. Este tratado se hizo para cerrar definitivamente la situación entre ambos países creada por la Crisis de Nicaragua de 1894-1895. 

## Tratado

Mapa de América Central en 1862 donde se puede observar la Reserva Mosquita.

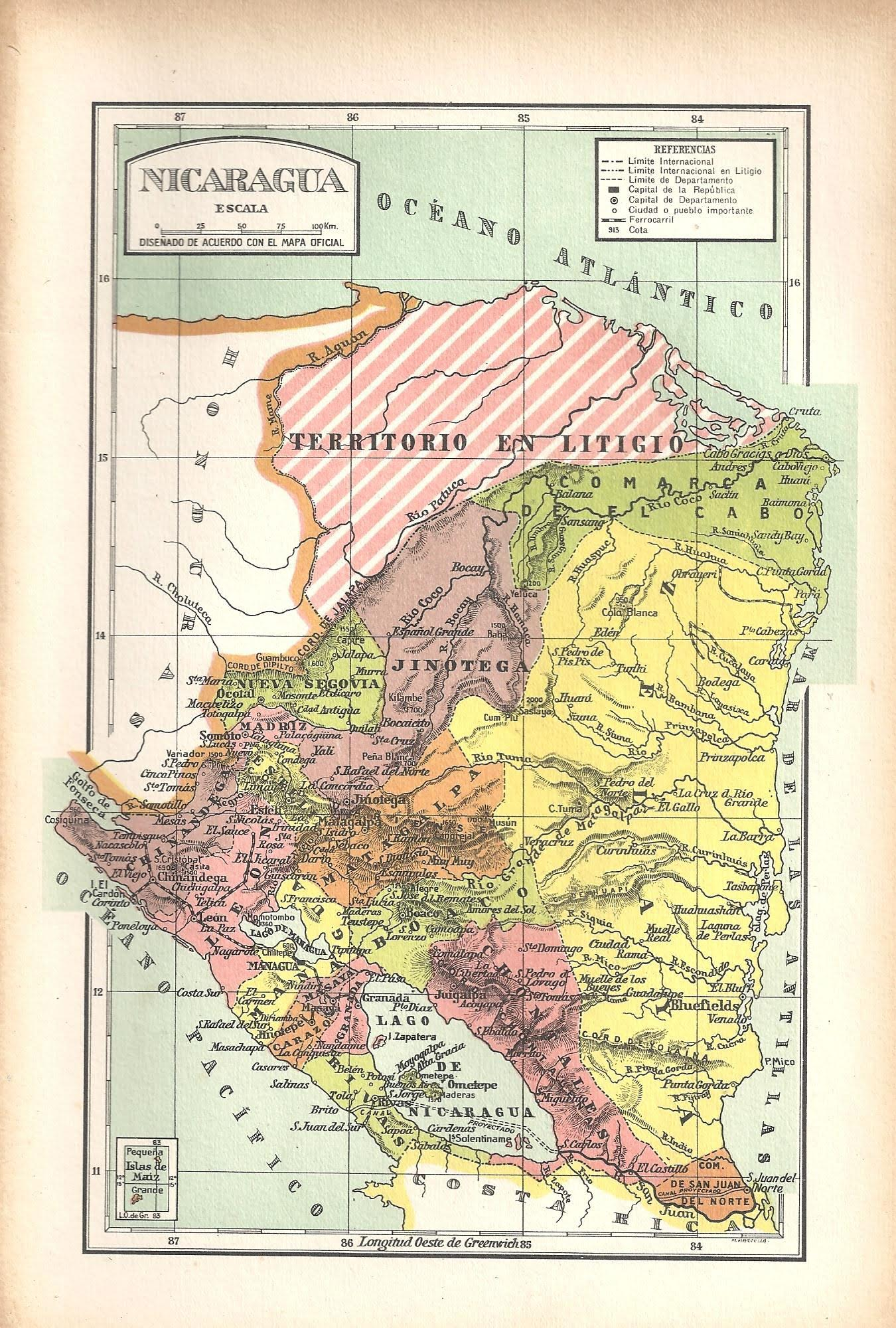
Mapa de Nicaragua en 1894.

En el Tratado se abordaron las estipulaciones siguientes:
- se deroga el Tratado de Managua del 20 de enero de 1860
- se reconoce la absoluta soberanía a Nicaragua sobre el territorio que formó la antigua Reserva Mosquita
- Nicaragua propondrá a la Asamblea Nacional la promulgación de una ley de exoneración a los misquitos y criollos nacidos antes de 1854, del servicio militar y de todo impuesto directo por 50 años a partir del canje de ratificación
- Nicaragua indemnizará a los indígenas cuyas tierras hayan sido adjudicadas a otras personas, concediéndoles terrenos baldíos
- el exjefe Misquito Robert Henry Clarence podrá residir en Nicaragua sujetándose a sus leyes[2]